# Самара (Сумський район)
Сама́ра —  село в Україні, у Миколаївській селищній громаді Сумського району Сумської області. Населення становить 120 осіб. До 2016 орган місцевого самоврядування - Миколаївська селищна рада. Депутатом селищної ради у 2020 році від села Самара обраний Віктор Карєпін

## Географія
Село Самара розташоване на правому березі річки Вир, вище за течією примикає село Гостинне, нижче за течією на відстані 3.5 км розташоване село Білани, на протилежному березі - села Пащенкове та Стрільцеве.
Поруч пролягає залізнична гілка.

## Історія
- Село постраждало внаслідок геноциду українського народу, проведеного урядом СССР 1923-1933 та 1946-1947 роках.
- 12 червня 2020 року, відповідно до розпорядження Кабінету Міністрів України № 723-р «Про визначення адміністративних центрів та затвердження територій територіальних громад Сумської області», село увійшло до складу Миколаївської селищної громади[1].
- 19 липня 2020 року, в результаті адміністративно-територіальної реформи та ліквідації Білопільського району, село увійшло до складу новоутвореного Сумського району[2].